# Топан
Топа́н (каз. Топан) — село у складі Осакаровського району Карагандинської області Казахстану. Входить до складу Ніколаєвського сільського округу.
Населення — 27 осіб (2021; 49 у 2009, 117 у 1999, 179 у 1989).
Національний склад станом на 1989 рік:
- росіяни — 46 %;
- казахи — 26 %.